# Pierre Dubois
Pierre Albert Louis Dubois Desvignes (Plombières-lès-Dijon, Francia, 17 de octubre de 1931-Santiago, Chile, 28 de septiembre de 2012)fue un sacerdote francés nacionalizado chileno defensor de los Derechos Humanos durante la dictadura militar (Chile).

## Biografía
Nacido en el seno de una familia católica, Dubois llegó a Chile en 1963 para asesorar al Movimiento Obrero de Acción Católica y a la Juventud Obrera Católica en las actuales comunas de Pudahuel y Quinta Normal. Dentro de la arquidiócesis de Santiago, también fue asignado a parroquias en la población José María Caro y a la parroquia del Sagrado Corazón de Jesús en Lo Espejo.

### Población La Victoria
Su mayor aporte pastoral lo realizaría en la población La Victoria, donde pasó a ser el párroco titular de la parroquia junto a André Jarlan. Durante la dictadura militar, fue un protector de los disidentes a la dictadura de Pinochet y asiduo colaborador de la Vicaría de la Solidaridad, teniendo el episodio más tenso en su apostolado el 27 de marzo de 1984, cuando se interpuso con los brazos abiertos en cruz a Carabineros en un operativo en la población, siendo detenido y golpeado por efectivos policiales. Meses más tarde, en la noche del 4 de septiembre, encontró muerto al sacerdote Jarlán de un disparo en el cuello.

### Expulsión de Chile
En septiembre de 1986, y horas después del atentado contra Augusto Pinochet, fue detenido junto a dos misioneros franciscanos para ser deportados del país. De acuerdo a los documentos oficiales revisados, Alberto Cardemil (en ese entonces  subsecretario del Interior,) envió a Cancillería las fichas de los sacerdotes franceses Pierre Dubois, Jaime Lancelot y Daniel Caruette, con motivo de su expulsión de Chile. El emblemático sacerdote fue agredido a culatazos por carabineros y agentes de la policía secreta cuando allanaron su casa y fue expulsado. Según un documento de la Vicaría de la Solidaridad que relata el allanamiento a la casa de Dubois, así como también la expulsión de los tres sacerdotes, agentes le dieron "un culatazo de arma de fuego en el cuerpo" a Dubois, mientras lo tenían a bordo de una camioneta. Luego los trasladaron a la tenencia del sector y allí "nuevamente Dubois es insultado y golpeado en el rostro".

...los religiosos estaban participando de una manifestación en La Victoria, que portaban panfletos y que incluso habían agredido a la policía....."especialmente en el caso de uno de ellos, concretamente el sacerdote Pierre Dubois, ya hacía mucho tiempo que veníamos planteando a la autoridad eclesiástica la conveniencia de que este punto fuera resuelto de buena manera de parte de ellos".
Francisco Javier Cuadra, ministro secretario general de Gobierno

Fuera de Chile, Dubois organizó la pastoral del exilio en países europeos como Bélgica, Francia y Suiza. Logró levantar 21 comunidades en aquellas naciones. El sacerdote regresó a Chile en 1990, pero debido a una prohibición de vivir en la población La Victoria, debió residir en un hogar de sacerdotes de Lo Espejo.

### Nacionalidad por gracia
En 1996, los diputados Rodolfo Seguel, Gabriel Ascencio, Guillermo Ceroni, Andrés Palma, Sergio Aguiló, Sergio Ojeda, Jaime Naranjo, Roberto León, Andrés Aylwin y Erick Villegas presentaron un proyecto de ley que le concedía, por especial gracia, la nacionalidad chilena a Pierre Dubois, citando como motivos, entre otros, su trabajo en las poblaciones marginales del Gran Santiago. Dicho proyecto fue aprobado por la Cámara de Diputados el 31 de agosto del año 2000, pasando al Senado para su revisión.
Sometido a votación en la Cámara Alta, el proyecto de ley fue rechazado en una primera oportunidad, aduciéndose, en aquella ocasión, que el sacerdote era «una figura conflictiva y no unitaria».
Lideró la negativa para aprobar esta nacionalidad Sergio Fernández, quien había sido ministro de la dictadura. Fernández, militante de la UDI, incluso había firmado el decreto de expulsión de Pierre Dubois, con quien tenía que lidiar cuando Fernández enviaba a las fuerzas de seguridad a reprimir y allanar la población La Victoria. Poco antes, el mismo Fernández había firmado otras expulsiones, entre ellas las del expresidente del Senado y actual parlamentario Andrés Zaldívar, quien aún mantiene en un cuadro ese decreto de expulsión firmado por el militante de la UDI. Otros de los que apoyaron la negativa fueron varios exfuncionarios de la dictadura: el actual senador UDI Jovino Novoa, exsubsecretario general de Gobierno; el embajador en España, Sergio Romero (RN), exsubsecretario de Agricultura de Pinochet; Carlos Cantero (ex RN) exalcalde designado por la dictadura y Sergio Diez, (RN), exembajador ante la ONU. Otros que apoyaron la negativa fueron, dos ministros de Sebastián Piñera: el vocero Andrés Chadwick y la ministra del Trabajo, Evelyn Matthei, ambos de la UDI. Otros que votaron negativamente fueron Rodolfo Stange (UDI, ex carabinero), Ramón Vega (Ex Fach), Jorge Martínez (Pro UDI, ex marino), Fernando Cordero (posteriormente candidato a Diputado por la UDI en el Distrito 08 en 2005, ex carabinero) y Julio Canessa (Pro UDI, exgeneral del Ejército). 
Posteriormente, el 23 de enero de 2001, fue aprobado por dicha corporación, siéndole otorgada mediante la ley N° 19.717, publicada en el Diario Oficial el 14 de febrero de ese año.

### Documentos desclasificados de Estados Unidos
Documentos desclasificados del Departamento de Estado de EE. UU. mencionaban al recientemente fallecido sacerdote Pierre Dubois como "una espina muy irritante" al dar cuenta de su expulsión de Chile en 1986.

En una barrida al pobre sector de La Victoria, tres sacerdotes franceses, incluyendo a Pierre Dubois, fueron detenidos. Un chileno, Jorge Orellana, fue arrestado junto a los otros dos sacerdotes franceses, Daniel Caruette y Jaime Lancelot. Los curas fueron acusados de resistirse a la detención y obstrucción", 
Cable desclasificado de la Embajada de Estados Unidos en Santiago de Chile 

### Documentos de la Vicaría de la Solidaridad
Según un documento de la Vicaría de la Solidaridad que relata el allanamiento a la casa de Dubois, así como también la expulsión de los tres sacerdotes, agentes le dieron "un culatazo de arma de fuego en el cuerpo" a Dubois, mientras lo tenían a bordo de una camioneta. Luego los trasladaron a la tenencia del sector y allí "nuevamente Dubois es insultado y golpeado en el rostro".

## Muerte
El religioso murió la mañana del 28 de septiembre de 2012 en la Población La Victoria, comuna de Pedro Aguirre Cerda, donde desarrolló la parte más recordada de su ministerio, que también ejerció en Lo Espejo.
Durante el velorio, la en ese entonces expresidenta Michelle Bachelet Jeria hizo llegar una carta donde describe a Dubois como "un luchador incansable" que "se levantó como un símbolo de la no violencia y de la protección de los indefensos".
Su funeral se realizó en la Catedral de Santiago en una ceremonia oficiada por monseñor Ricardo Ezzati.

### Reacciones frente a su muerte
Ricardo Lagos Escobar, expresidente de Chile, recordó y rememoró al sacerdote Dubois como un gran valor en la historia chilena reciente. Los pobladores de La Victoria rememoraron las innumerables veces que Pierre Dubois los defendió incluso a costa de su vida. En especial en momentos álgidos como las protestas contra la Dictadura militar en los años ochenta.
El presidente Sebastián Piñera nuevamente protagonizó polémicos dichos en referencia a un personaje público. Si antes eran populares sus confusiones de nombres, ahora el mandatario demostró que al parecer no estaba muy al tanto de la vida y obra del recientemente fallecido ex párroco de La Victoria, el padre francés Pierre Dubois.

"Hablando de solidaridad, quisiera reconocer y agradecer la labor de un padre que dedicó 30 años de su vida a trabajar por los vecinos de la población La Victoria: el padre Pierre Dubois, quien murió hace pocos días y hoy es su entierro, sus funerales… También él dedicó su vida al igual que la Teletón, a hacer más fácil, más grata y más feliz, la vida de aquellos que parten con más dificultades y esa es la esencia de la justicia".
Sebastián Piñera, Presidente de Chile

Muchos en Twitter y en las redes sociales no eludieron la analogía del Presidente, tildándola como "desubicada" o simplemente destacando que las gestiones de Dubois y la Teletón no tienen ninguna relación por lo que no merecen ser comparadas.

"Fue un golpe muy fuerte para nosotros, porque vimos pasar al padre por la línea (férrea), con los brazos abiertos y (pidiendo) que por favor no masacraran a la población. Él abría sus brazos, que lo balearan a él y no a la gente que él quería. Él quería mucho a la población, no tan solo a esta población, sino a todos los sectores" 
 Luis Mardones, poblador de La Victoria CNN.

"Lo que le dio fama fue su actitud valiente en momentos de la dictadura para oponerse a los militares, para defender su población de La Victoria, arriesgando su vida. Y podemos decir que seguramente hay varias personas, pobladores y también carabineros, que le deben la vida"
 Gerardo Ouisse, sacerdote

El sacerdote francés es recordado por haber trabajado durante el régimen militar en dicha población apoyando a las familias que allí vivían. Una de las imágenes más recordadas es la de Dubois con los brazos abiertos avanzando en la población La Victoria al encuentro de un bus de Fuerzas Especiales de Carabineros en medio de barricadas, en el año 1984",
Periódico chileno La Tercera.

 "la Iglesia ha perdido prestigio y credibilidad por todos los últimos escándalos",  la reciente Carta Pastoral, aunque realiza críticas al modelo económico, ésta no se encuentra relacionada con la obra de sacerdotes como Dubois.
 Nibaldo Mosciatti periodista de Radio Bío Bío.

### Comunidad parroquial de La Victoria
A través de una carta difundida por la Iglesia de Santiago, los pobladores explicaron el significado de la labor del sacerdote durante los años más duros de la dictadura militar.

El padre Pierre fue increíble , arriesgó su vida, desafió toques de queda, estados de sitio, por salvar vidas".... "Con nosotros, en La Victoria sufrió mucho, hasta las lágrimas, siendo lo más terrible el asesinato de su hermano sacerdote, André Jarlán, a quien siempre cuidó y protegió mucho. Fue el golpe más cruel que recibió: que le mataran a su querido compañero".
Lina Brisso, miembro de la comunidad parroquial Nuestra Señora de La Victoria